# 陳學夔 (嘉靖進士)
陳學夔（1519年—？），字汝諧，號宜峰，廣西慶遠府宜山縣人，民籍，明朝政治人物。

## 生平
廣西鄉試第三十名舉人。嘉靖二十六年（1547年）中式丁未科會試第一百二十四名，登第三甲第九十八名進士。工部觀政，被授為江夏知县，三十一年正月拜為福建道試監察御史，七月實授。三十二年巡按直隶，巡按陝西時禦賊有功，陞六品俸事，再巡按雲南。因為官正直得罪沐府而改遷河南歸德知府，再擢陞山西按察司副使，转為湖廣按察副使、常鎮兵备，三十九年十一月兼理常镇粮储。

## 家族
曾祖陳謙；祖父陳廣惠，義官；父陳策，推官。母李氏。慈侍下。弟學益。